# Dorit Visbeck-Liebers

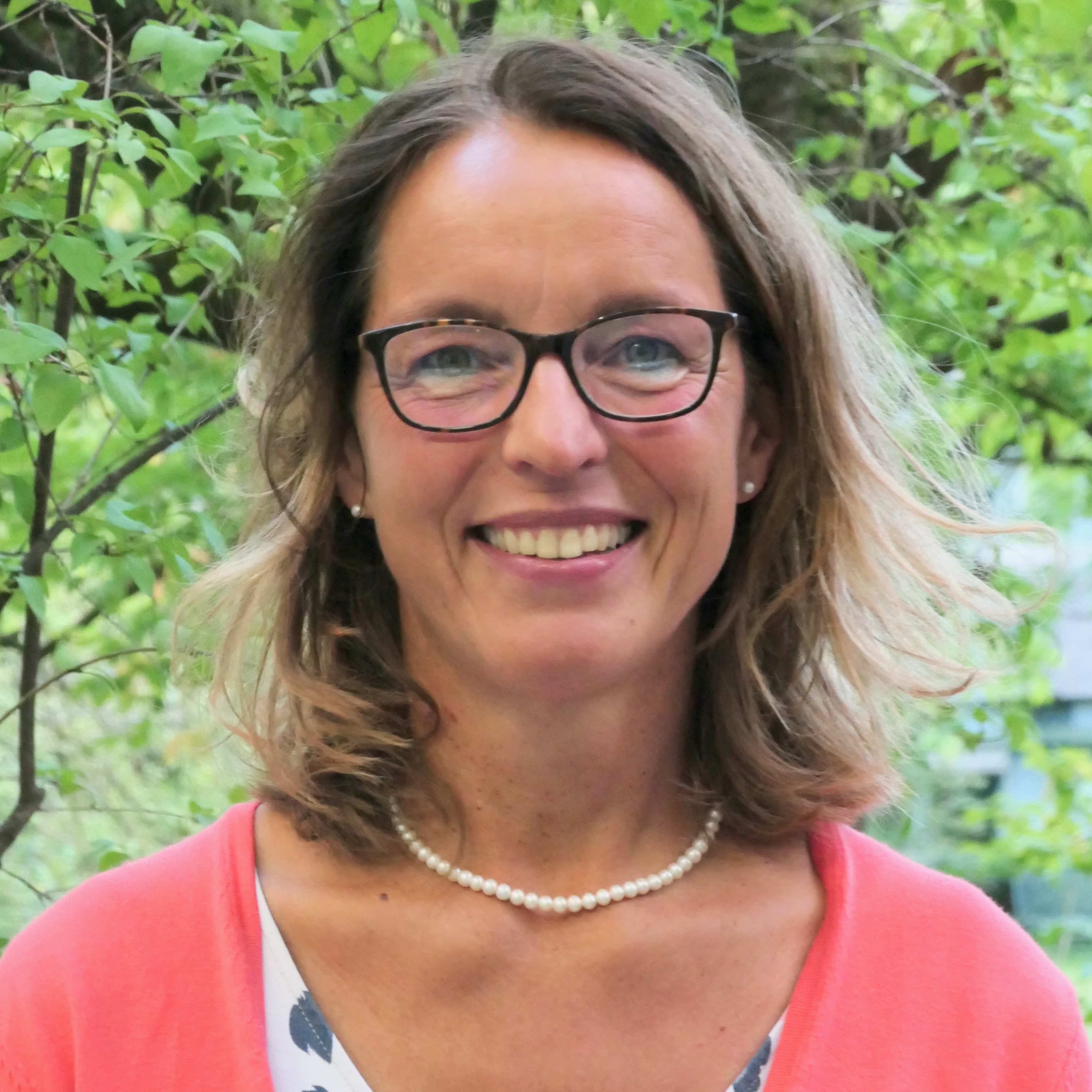
Dorit Visbeck-Liebers 2023

Dorit Visbeck-Liebers, Geburtsname Liebers, in erster Ehe Liebers-Helbig  (* 22. Juni 1969 in Potsdam) ist eine deutsche Biologin mit den Schwerpunkten Ökologie der Seevögel, molekulare Phylogeographie und Populationsgenetik. Sie hat die stammesgeschichtlichen Verwandtschaftsbeziehungen innerhalb der Verwandtschaftsgruppe der Silbermöwen untersucht und sich der Frage angenommen, welche Bedeutung molekulargenetische Daten für die Stammbäume (Phylogenie) von Tiergruppen und für  deren systematische Einordnung (Taxonomie) spielen. Seit 2004 wirkt Visbeck-Liebers als Kuratorin für Vögel und als Ausstellungskoordinatorin am Deutschen Meeresmuseum in Stralsund.
Auf der Jahresversammlung der Deutschen Ornithologen-Gesellschaft (DO-G) wurde sie 2024 zur neuen Präsidentin der DO-G gewählt. Sie bekleidet dieses Amt ab dem 1. Jan. 2025.

## Leben
Dorit Visbeck-Liebers hat ab 1988 an der Friedrich-Schiller-Universität Jena Biologie und am Trinity College Dublin Zoologie studiert. Mit einer Diplomarbeit über das Sozialverhalten von Dohlen (Corvus monedula) schloss sie 1994 ihr Studium in Jena ab. Ab 1995 war sie Doktorandin am Institut für Ökologie der Friedrich-Schiller-Universität, verbrachte ein Jahr als Research Assistant am Royal Ontario Museum in Toronto (Kanada) und wurde im Jahr 2000 an der Ernst-Moritz-Arndt-Universität Greifswald, Mathematisch-Naturwissenschaftliche Fakultät, promoviert. Thema ihrer Dissertation: Phylogeographische Differenzierung und Verwandtschaftsbeziehungen von Großmöwen der Larus argentatus-fuscus-cachinnans Gruppe. Anschließend arbeitete Visbeck-Liebers unter anderem am Max-Planck-Institut für evolutionäre Anthropologie in Leipzig, bevor sie 2004 zum Deutsches Meeresmuseum nach Stralsund ging.
Dorit Visbeck-Liebers war in erster Ehe mit dem früh verstorbenen Wissenschaftler Andreas J. Helbig verheiratet und ist Mutter von zwei erwachsenen Kindern. Seit 2024 ist sie mit dem Meeres- und Klimaforscher Martin Visbeck verheiratet.

## Wirken
Im Fokus der Forschung stehen bei Dorit Visbeck-Liebers die Seevögel, deren Kennzeichen und deren verwandtschaftliche Beziehungen vor dem Hintergrund der Evolution von Arten. Forschungsgegenstand waren neben der Silbermöwe unter anderem Heringsmöwe, Steppenmöwe und Armeniermöwe. Im Rahmen phylogenetischer Fragestellungen hat sie sowohl klassische Methoden (morphologische, bioakustische und biogeografische Forschung) als auch neuere molekulargenetischen Methoden verwendet. In diversen Publikationen hat sie – teils zusammen mit ihrem ersten Ehemann Andreas J. Helbig – auf die Möglichkeiten und Grenzen molekulargenetischer Daten bei der Ermittlung phylogenetischer Zusammenhänge hingewiesen. Werden zum Beispiel auf der Grundlage einzelner Gene sogenannte Genbäume erzeugt, ist damit zu rechnen, dass sie den verwandtschaftlichen Beziehungen in einer Artengruppe eventuell nicht gerecht werden.
Zu den Forschungsthemen von Visbeck-Liebers gehört nicht nur die Frage, wie sich Arten aufgespalten haben, sondern auch wie weit eine Aufspaltung bereits fortgeschritten ist und inwiefern Artgrenzen stabil sind. Schreiadler und Schelladler sind nah verwandte Adlerarten. Dort, wo sie gemeinsam in einem deutsch-osteuropäischen Überlappungsgebiet vorkommen, brüten gemischte Paare und erzeugen Hybride. Die Untersuchung zahlreicher DNA-Sequenzen von Zellkern und Mitochondrien von Schelladlern, Schreiadlern und Hybriden legt nahe, dass im Überlappungsgebiet beider Arten Mischbruten häufiger entstehen als vermutet wurde und dass die Fertilität bzw. Vitalität von weiblichen Hybriden gegenüber den männlichen vermindert ist.
Als Ausstellungskuratorin des Deutschen Meeresmuseums organisierte sie Publikumsveranstaltungen wie Klangwelt Ozean, MEERWissen tanzen und Wie wollen wir mit dem Meer leben. Den Umbau des traditionsreichen Meeresmuseums begleitete sie mit dem Videopodcast Bagger bei die Fische! Sie ist zudem eine gefragte Interviewpartnerin, die über Vögel und komplexe biologische Zusammenhänge berichtet.

## Engagement
Dorit Visbeck-Liebers ist seit 2016 Vizepräsidentin der Deutschen Ornithologen Gesellschaft (DO-G) und war von 2008 bis 2015 Sprecherin des Beirats der DO-G. Ab 2025 ist sie Präsidentin der DO-G und übernimmt damit im 175. Jubiläumsjahr der Gesellschaft als erste Frau dieses Amt. Von 2011 bis 2013 war Liebers Vorsitzende des Vereins Ostseelandschaft Vorpommern und ist seither im erweiterten Vorstand tätig.

## Publikationen (Auswahl)
Monografien
- mit Arndt von Haeseler: Molekulare Evolution. Fischer, Frankfurt am Main 2003, ISBN 978-3-596-15365-7.
- mit R. Schmechel, A. Riechert, S. Steinborn (Hrsg.): Eine Reise durch die Ostsee. Kinderausstellungsführer. Deutsches Meeresmuseum und Ozeaneum, Stralsund 2010.
- mit Ulrike Jager und Eileen Thiele (Hrsg.): Das Meer im Museum. 70 Jahre Deutsches Meeresmuseum Stralsund. Deutsches Meeresmuseum und Ozeaneum, Stralsund 2021, ISBN 978-3-9813568-9-2.
- mit Michaël Beaulieu, Ulrike Buschewski u. a.: Hearing in Penguins – Hörfähigkeiten von Pinguinen. Reihe: Texte 100/2024. Umweltbundesamt, Dessau-Roßlau 2024, ISSN 1862-4804 (PDF; 1,1 MB).

Artikel
- mit Viviane Sternkopf, Andreas J. Helbig und Peter de Knijff: The Herring Gull Complex (Larus argentatus – fuscus – cachinnans) as a Model Group for Recent Holarctic Vertebrate Radiations. In: Matthias Glaubrecht (Hrsg.): Evolution in Action. Case studies in Adaptive Radiation, Speciation and the Origin of Biodiversity. Springer-Verlag, Berlin und Heidelberg 2010, doi:10.1007/978-3-642-12425-9_17, ISBN 978-3-642-12424-2, S. 351–371.